# Sapinde de la Xina
El sapinde de la Xina (Koelreuteria paniculata) és una espècie d'arbre caducifoli originari de l'est d'Àsia a la Xina i Corea. 

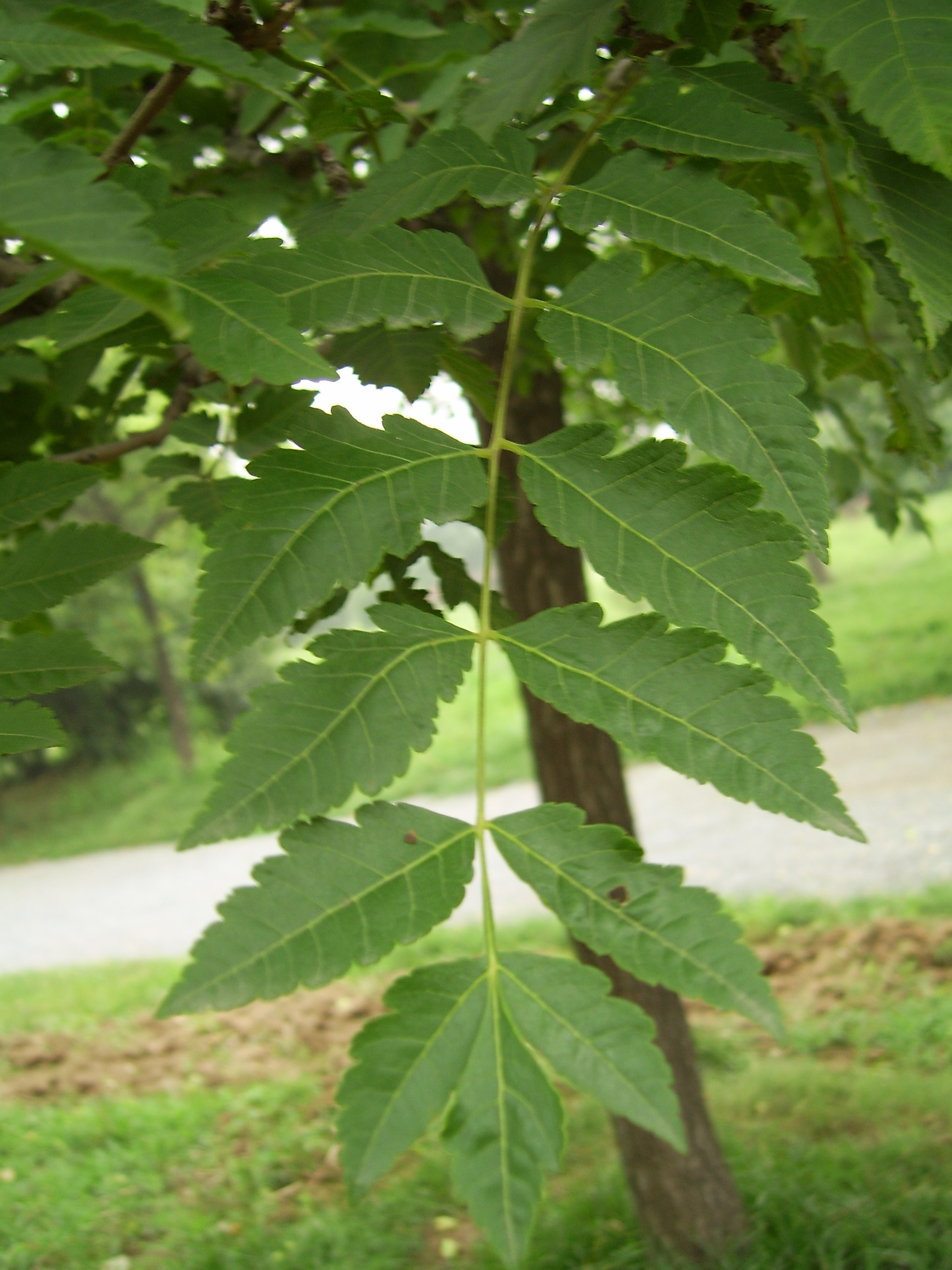
Fulla de la varietat paniculata

 Pot arribar a fer 7 m d'alt. Les fulles són pinnades i profundament serrades, de 15 a 40 cm de llarg amb 7 a 15 folíols de 3 a 8 cm de llarg. Les flors són grogues amb quatre pètals i creixen en panícules de 20 a 40 cm de llarg. El fruit és una mena de càpsula de 3 a 6 cm de llarg que conté diverses llavors de 5 a 8 mm de diàmetre.

## Varietats
- Koelreuteria paniculata var. paniculata.

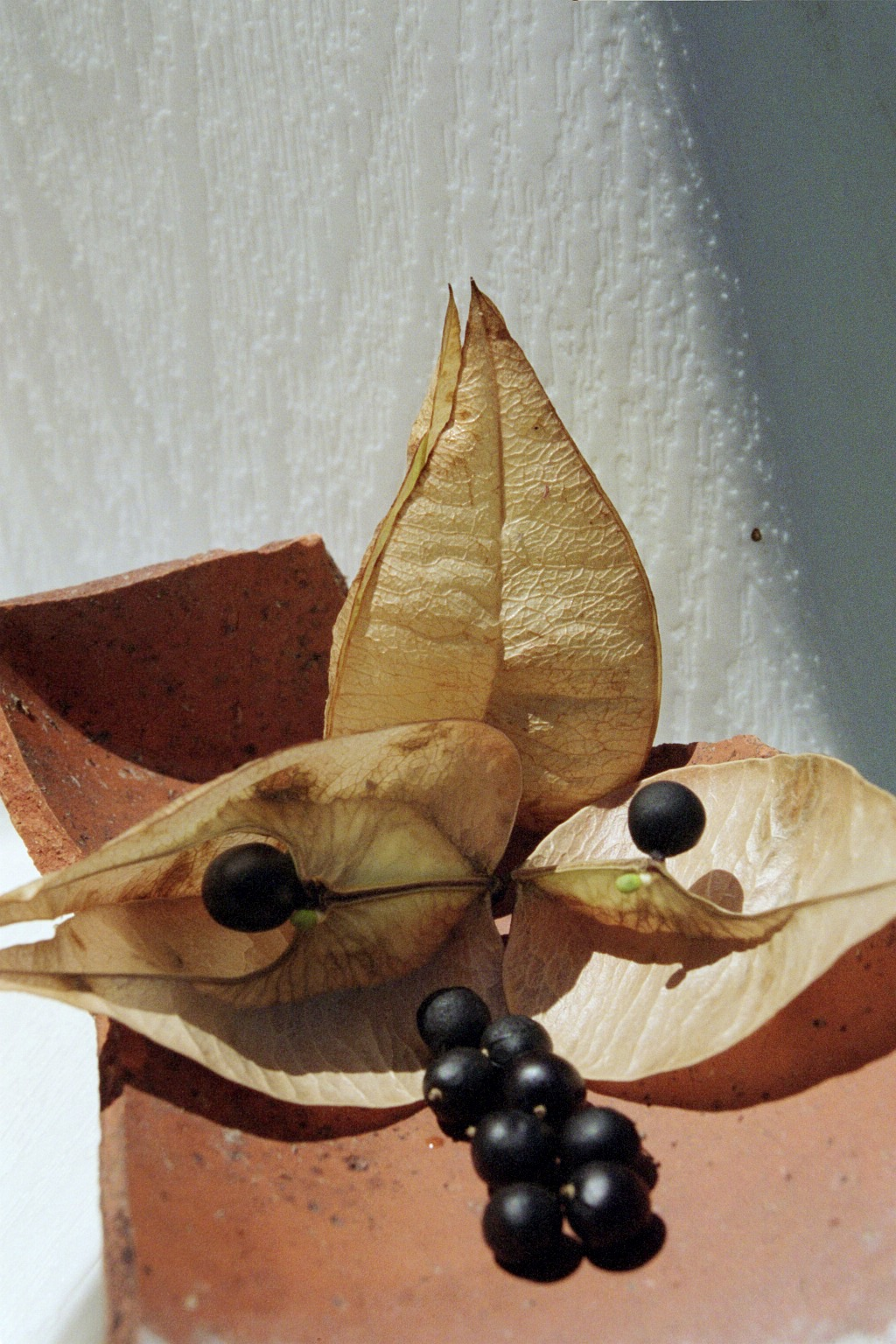
K. paniculata fruits

- Koelreuteria paniculata var. apiculata (Rehder & E.H.Wilson)

## Usos
És un arbre d'ús ornamental freqüent (plantat també a Barcelona). En alguns llocs com Florida, és considerat una planta invasora.